# キリル・ゴロスニツキー
キリル・ゴロスニツキー（Kirill Golosnitsky、1994年5月30日 - ）は、ロシアン・ラグビー・チャンピオンシップ、VVAポドルスクに所属するラグビーユニオン選手。

## プロフィール
- ロシア・モスクワ出身。
- ポジションはウィング(WTB)、センター(CTB)[1]。
- 身長 185cm、体重 105kg
- ロシア代表キャップは19（2021年9月現在）でラグビーワールドカップ2019のロシア代表に選ばれた[2]。

## 略歴
2019年、ラグビーワールドカップ2019での大会初トライを挙げて、日本による対戦相手のマン・オブ・ザ・マッチに選ばれたので試合後日本代表主将リーチマイケルが日本刀をプレゼントした。